# Henri Rendu (médecin)
Pour les articles homonymes, voir Rendu (homonymie).
Henri Jules Louis Marie Rendu est un médecin français né le 24 juillet 1844 dans l'ancien 10e arrondissement de Paris et mort le 16 avril 1902 à Paris 7e. Il a laissé son nom à la maladie de Rendu-Osler.

## Biographie

### Famille
Henri Rendu est le fils de l'agronome Victor Rendu, et de Stéphanie Rouillard fille de l'artiste-peintre Jean-Sébastien Rouillard.
En 1877, il épouse Jeanne-Marie Labric dont il a cinq enfants, dont Henri (1877-1959), médecin de l'hôpital Saint-Joseph, et Albert (1880-1976), médecin spécialiste en oto-rhino laryngologie.

### Études et formation
Fils de l'agronome Victor Rendu, Henri Rendu passe son baccalauréat à l'âge de seize ans et fait des études d'histoire naturelle, à la faculté de Montpellier. Il passe deux années à l'École agronomique de Rennes où il travaille sur les couches tertiaires autour de Rennes (thèse de doctorat ès sciences).
En octobre 1865, Rendu s'inscrit à l'École de médecine à Paris sur le conseil de son père. Il est externe, reçu premier au concours, en 1867, et interne en 1869. En 1870, après la déclaration de la guerre, il sert comme chirurgien à l'armée. Revenu à Paris, il exerce à l'Hôpital Saint-Louis en dermatologie.
En 1873, il passe une année à l'Hôpital Necker dans le département du professeur Pierre Carl Édouard Potain (1825-1901). La même année, Rendu produit sa thèse de doctorat intitulée Recherches cliniques et anatomiques sur les paralysies liées à la méningite tuberculeuse, Paris, Delahaye, pour laquelle il reçoit la Médaille d'Argent.

### Carrière
En 1877, il est médecin des hôpitaux, nommé à Lourcine, puis à Tenon (1879) et à Necker (1884) ; et professeur agrégé de médecine en 1878.
En 1890, il est secrétaire général de la Société médicale des hôpitaux de Paris.
Rendu était un homme sans prétention, tolérant, avec des convictions religieuses et un sens strict du devoir. Il était respecté pour sa force de caractère et l'étendue de son savoir. Il a conservé son goût initial pour la géologie et la botanique en parcourant la campagne durant son temps libre pour continuer la collection botanique de son grand-père, et en faire une des plus estimées de France.  Il était aussi un grand amateur de peinture et des beaux-arts. 

## Travaux
Ses deux thèses d'agrégation sont Des anesthésies spontanées (1876) et Études comparative des néphrites chroniques (1878).
Henri Rendu a publié plus de 100 articles médicaux, dans le Bulletin de la Société anatomique de Paris, les Archives générales de médecine, les Bulletins de la Société anatomique, et les Mémoires de l'Académie de médecine. Il a contribué au Dictionnaire encyclopédique des Sciences médicales.
Il est l'auteur de Leçons de clinique médicale, Paris, Doin, 1890, en deux volumes.
En 1888, il décrit une forme de tremblement hystérique, appelé tremblement de Rendu. Il est surtout connu pour avoir laissé son nom à la maladie de Rendu-Osler, ou angiomatose hémorragique, maladie qu'il décrit en 1896 et Osler en 1901.

## Distinctions
- Chevalier de la Légion d'honneur en 1894.
- Membre de l'Académie de médecine, section de pathologie médicale, en 1897.